# David O. Selznick
David O. Selznick (10 tháng 5 năm 1902  –  22 tháng 6 năm 1965) là nhà sản xuất phim, nhà biên kịch và nhà điều hành hãng phim người Mỹ. Ông nổi tiếng với việc sản xuất các phim Cuốn theo chiều gió (1939) và Rebecca (1940), mỗi phim đem lại cho ông một giải Oscar cho phim hay nhất.

## Đầu đời
Sinh ra ở Pittsburgh, Pennsylvania, anh là con trai của Florence Anna (Sachs) và nhà sản xuất và phân phối phim câm Lewis J. Selznick. Cha mẹ anh là người Do Thái ở Litva và anh có bốn anh chị em. Cha ông sinh ra ở Litva năm 1870. Selznick đã thêm chữ "O" để phân biệt mình với một người chú có cùng tên.
Ông học tại Đại học Columbia ở thành phố New York và làm việc như một người học việc cho cha mình cho đến khi phá sản năm 1923. Năm 1926, Selznick chuyển đến Hollywood và với sự giúp đỡ của các mối quan hệ của cha mình, anh đã kiếm được công việc là một biên tập viên trợ lý kịch bản tại Metro-Goldwyn-Mayer. Ông rời MGM để làm việc cho Paramount Pictures vào năm 1928, nơi ông làm việc cho đến năm 1931, khi ông gia nhập RKO với tư cách là Trưởng phòng sản xuất.
Những năm tháng của ông ở RKO rất hiệu quả, và ông đã làm việc trên nhiều bộ phim, bao gồm A Bill of Divorced (1932), What Price Hollywood? (1932), Rockabye (1932), Bird of Paradise (1932), Our Betters (1933) và King Kong (1933). Khi ở RKO, ông cũng cho George Cukor học đạo diễn. Năm 1933, ông trở lại MGM nơi cha vợ ông, Louis B. Mayer, là giám đốc điều hành studio. Mayer đã thành lập một đơn vị sản xuất uy tín thứ hai cho Selznick, song song với Irving Thalberg, người có sức khỏe kém. Sản lượng đơn vị của Selznick bao gồm tất cả các bộ phim diễn viên Ngôi sao Dinner at Eight (1933), David Copperfield (1935), Anna Karenina (1935), và A Tale of Two Cities (1935).